# Fiorenza Tessari
Fiorenza Tessari (Roma, 21 ottobre 1968) è un'attrice italiana.
Nel 1985 è diventata Miss 365 - Prima Miss dell'Anno. Deve la notorietà al ruolo di Adriana Trevi che dal 2008 al 2014 ha ricoperto nella soap opera Un posto al sole. Nel corso della sua carriera è stata impegnata, con ruoli più o meno importanti, in diversi lavori per cinema e televisione. È figlia del regista Duccio Tessari e dell'attrice Lorella De Luca e madre di Fiore Manni.

## Filmografia
- Phenomena, regia di Dario Argento (1985)
- Festa di laurea, regia di Pupi Avati (1985)
- Caccia al ladro d'autore – serie TV (1985)
- Una domenica sì, regia di Cesare Bastelli (1986)
- L'estate sta finendo, regia di Bruno Cortini (1987)
- E non se ne vogliono andare, regia di Giorgio Capitani – film TV (1988)
- E se poi se ne vanno?, regia di Giorgio Capitani – film TV (1989)
- La piccola illusione, regia di Emiliano Corapi (1999)
- Una donna per amico 3 – serie TV (2001)
- Il fuggiasco, regia di Andrea Manni (2003)
- Rischio d'impresa, regia di Francesco Brandi – cortometraggio (2005)
- SMS - Sotto mentite spoglie, regia di Vincenzo Salemme (2007)
- Un attimo sospesi, regia di Peter Marcias (2008)
- Un posto al sole, di registi vari – soap opera (2008-2014)
- R.I.S. Roma 2 - Delitti imperfetti – serie TV, 5 episodi (2011) [1]
- I liceali 3 – serie TV (2011)
- Un posto al sole coi fiocchi, regia di Fabio Sabbioni (2013)
- Torno indietro e cambio vita, regia di Carlo Vanzina (2015)
- Slam - Tutto per una ragazza, regia di Andrea Molaioli (2016)
- Suburra - La serie – serie TV, 8 episodi (2017-2019)
- Scomparsa, regia di Fabrizio Costa (2017)
- Alla vita, regia di Stéphane Freiss (2022)
- Corpo libero – serie TV (2022)
- Black Out - Le verità nascoste, regia di Fabio Resinaro e Nico Marzano – serie TV (2025)